# Soldier Settlement Schemes
Soldier Settlement Schemes waren Australische programma's waarbij teruggekeerde soldaten na de Eerste en de Tweede Wereldoorlog grond kregen toegewezen om er een boerderij te vestigen.

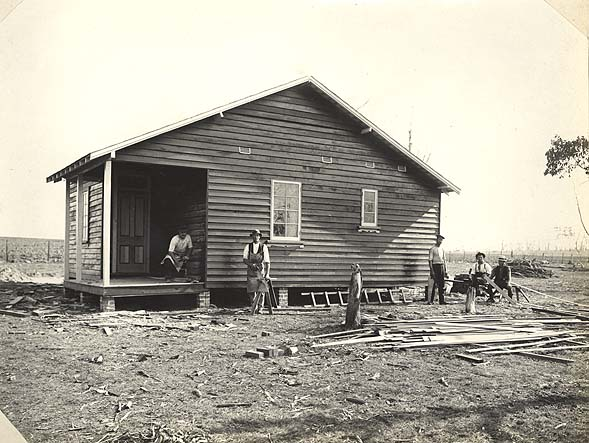
New South Wales huisje

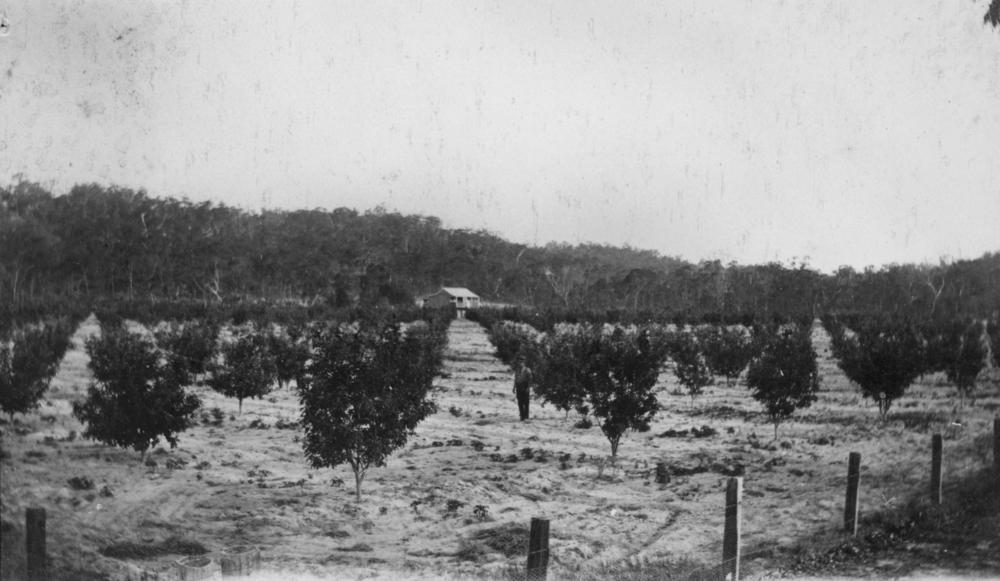
Jonge fruitbomen in Soldier Settlement, Amiens, 1922

## Wereld Oorlog I

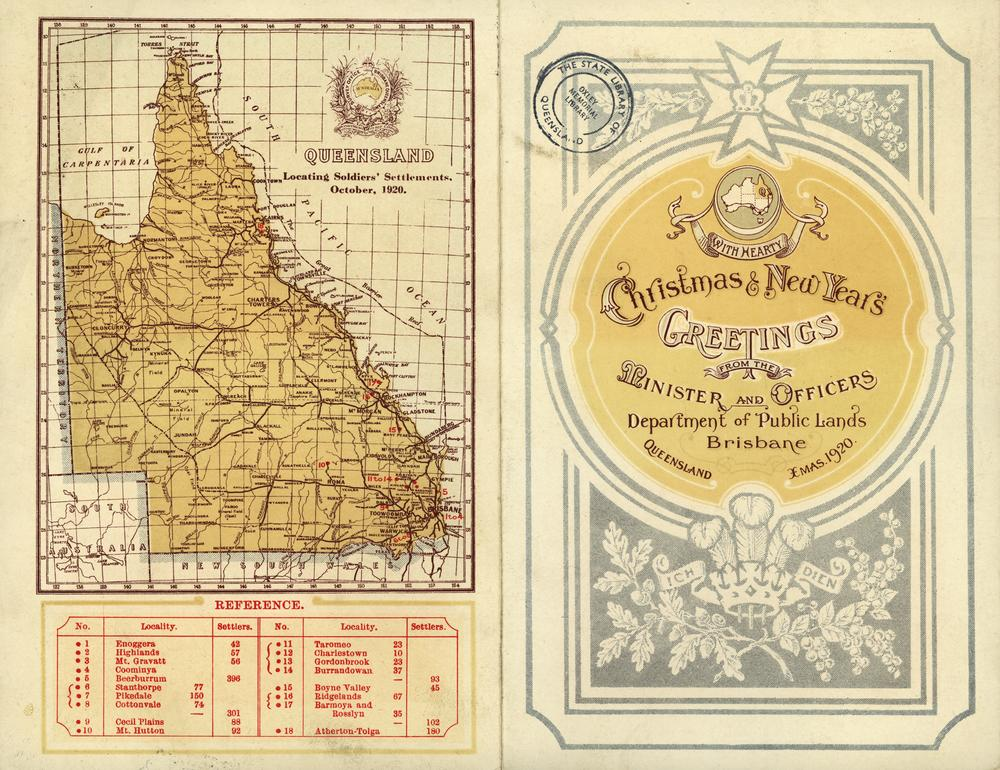
kaart nederzettingen Queensland 1920

Zuid-Australië was in 1915 de eerste staat die wetgeving uitvaardigde om een vestigingsprogramma op poten te zetten. Zulke programma's kregen momentum in heel Australië na een vergadering in Melbourne in februari 1916 van vertegenwoordigers van het Australische gemenebest en haar staten. Er werd vergaderd over een rapport van het Federal Parliamentary War Committee aangaande het vestigen van teruggekeerde soldaten op het grondgebied. Het rapport legde zich voornamelijk toe op de samenwerking tussen de staten en het gemenebest bij het verkopen of pachten van kroonland aan gedemobiliseerde soldaten van de Eerste Wereldoorlog. Op de vergadering werd overeengekomen dat de regering van het gemenebest de grondgebieden zou selecteren en verwerven. De staten zouden instaan voor het verwerken van de aanvragen en de toewijzing van de kavels.
Waar mogelijk werd kroonland gebruikt maar er werd ook veel grond aangekocht. Tegen 1924 werd 97000 km² grond aangekocht of aangewezen. Hiervan werd bijna 25000 km² aangekocht en 73000 km² was kroonland. 93300 km² grondgebied over heel Australië werd verkaveld tot 23367 boerderijen.
Naast het ondersteunen van de teruggekeerde soldaten zagen de verschillende overheden ook mogelijkheden in het aantrekken van Australiërs en specifieke groepen geallieerd militair personeel naar dunbevolkte afgelegen gebieden. Hoewel het gemenebest verantwoordelijk was voor defensie en dus voor de gedemobiliseerde soldaten, waren het de staten die verantwoordelijk waren voor het vestigen van deze soldaten en dus de verschillende programma's uitwerkten. De staten wensten de offers van de soldaten ook actief te erkennen. 
Bovenop de soldaten kwamen ook verpleegsters en vrouwelijke familieleden van gesneuvelde soldaten in aanmerking voor het programma. Maar in de gevallen waarin vrouwen grond in gebruik namen, kregen ze vaak weinig kans van slagen toegedicht. Annie Smith, een teruggekeerde verpleegster die een zuivelboerderij begon in Thorpdale bij Moe, werd herhaaldelijk bekritiseerd door de opzieners van de Closer Settlement Board (CSB) omdat ze arbeidskrachten inhuurde om enkele van de moeilijkere fysieke taken uit te voeren. De CSB negeerde dat de kavel die haar was toegewezen geen water had en dat ze geregeld onbetaalde lokale arbeidskrachten inhuurde in ruil voor advies en verpleging. In 1926 verliet Smith haar kavel zonder overheidspensioen en met een toenemende schuldenlast. De twee volgende mannelijke eigenaars van de kavel slaagden er ook niet in een bestaan op de kavel uit te bouwen en weerlegden daarmee de opvatting van de CBS dat Smith faalde omdat ze een alleenstaande vrouw was. 
Regio's die werden opgenomen in het programma waren (selectie) :

### New South Wales
- Dorrigo
- Griffith

### Queensland
- Amiens
- Atherton Tableland
- Beerburrum Soldier Settlement
- Cecil Plains
- Coominya Soldier Settlement
- El Arish
- Pikedale
- Ubobo Soldier Settlement Scheme

### Zuid-Australië
- Kangaroo Island
- Murray Bridge

### Victoria
- Merbein
- Mortlake
- Numurkah
- Red Cliffs

### West-Australië[1]
- Karlgarin
- Manjimup
- Busselton

| Staat           | Begin programma | Toegewezen grond | Aantal boerderijen |
| --------------- | --------------- | ---------------- | ------------------ |
| Zuid-Australië  | 1915            | 11247 km²        | 3240               |
| New South Wales | 1916            | 32917 km²        | 6448               |
| Queensland      | 1916            | 2855 km²         | 2000               |
| Victoria        | 1917            | 9269 km²         | 8640               |
| West-Australië  | 1919            | 36804 km²        | 1095               |
| Tasmanië        | 1916            | 1098 km²         | 1935               |

## Wereldoorlog II

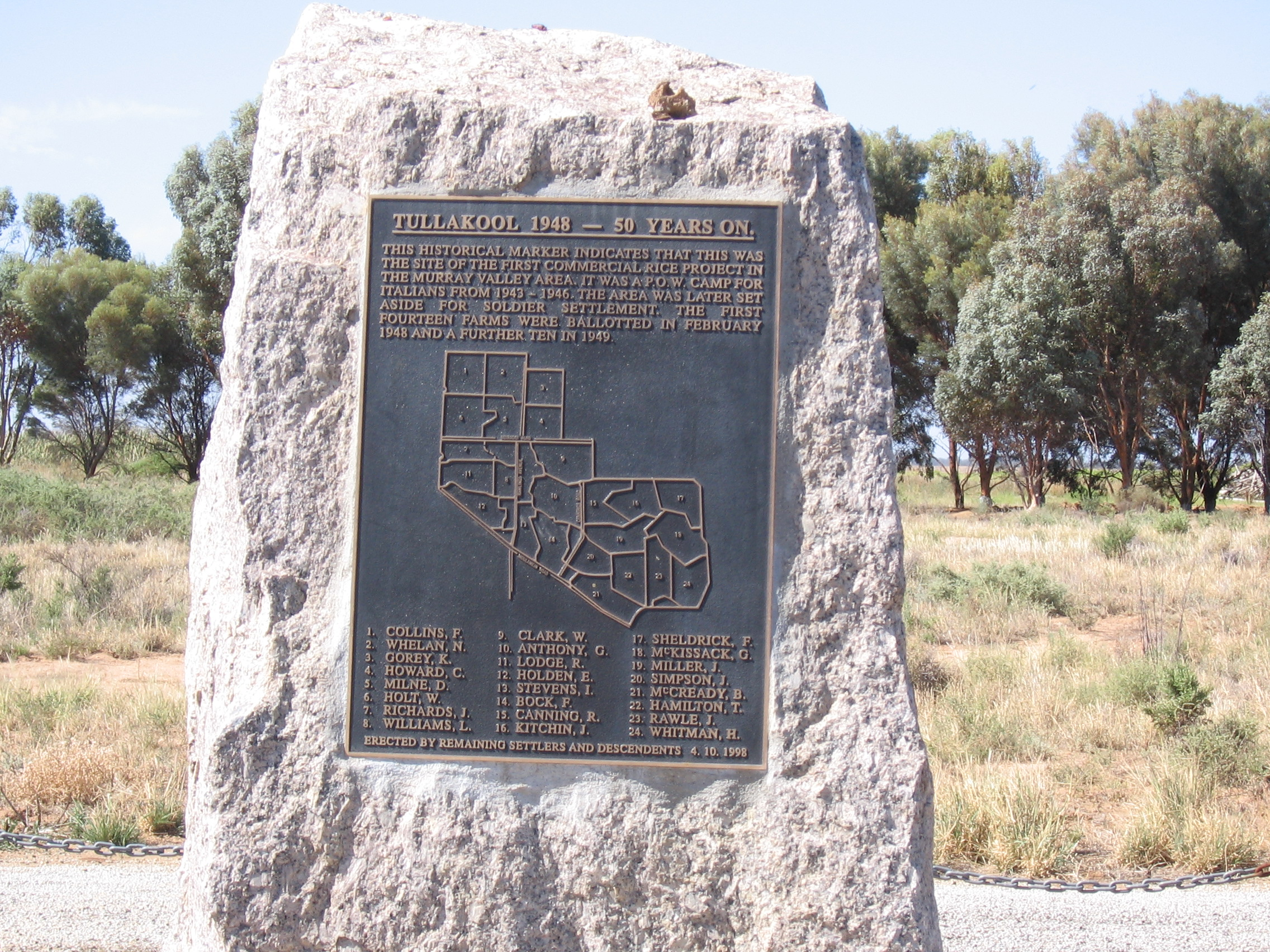
Gedenksteen voor de eerste rijstoogst te Tullakoolin de Murray vallei

Na de Tweede Wereldoorlog werden de oude programma's van onder het stof gehaald en weer, met of zonder aanpassingen, gestemd in de parlementen. Alle Australische staten steunden zo de nieuwe generatie terugkerende soldaten. 

## Regels
In de meeste gevallen werd kroonland gereserveerd voor terugkerende soldaten. Zij dienden om in aanmerking te komen om grond te kopen of te pachten, te voldoen aan bepaalde voorwaarden en minstens 5 jaar op de grond te wonen. Op die manier groeide de bevolking op dunbevolkte afgelegen plaatsen en kon men de infrastructuur er uitbreiden.
Soldaten die er in slaagden een kavel te verkrijgen, konden een boerenleven beginnen in verscheidene agrarische sectoren: wol, zuivel, runderen, varkens, veevoeder, fruit of graan. Deze eerste grondtoewijzingen resulteerden voor sommigen in triomf en voor anderen in wanhoop. Vooral na de Eerste Wereldoorlog verlieten veel soldaten hun kavels. Ze waren niet in staat om te gaan met de klimatologische verschillen in Australië, ze mankeerden ervaring en kennis of het ontbrak hen aan kapitaal om uit te breiden of een degelijk leven uit te bouwen. Ze vertrokken terug naar vanwaar ze gekomen waren, de grote dorpen en steden in de omtrek.
Na de Tweede Wereldoorlog had het programma meer succes. De benodigde infrastructuur voor de nieuwe boeren was verbeterd. Men had geleerd uit de fouten tijdens en na de eerste vestigingsprogramma's.
Ondanks het feit dat er Australische Aborigines mee vochten in de boerenoorlogen en beide wereldoorlogen, werd hen geen grond toegewezen bij hun thuiskomst. Integendeel, in sommige gevallen zoals in het 'Coranderrk' en 'Cummeragunja Reserve' werd hen grond ontnomen.

## Vestigingsbeleid per staat

### Zuid-Australië
Soldaten die in de aanloop van de Eerste Wereldoorlog irrigatiewerken langsheen de Murrayrivier hadden uitgevoerd, merkten bij hun terugkeer dat hun vorige jobs niet meer voorhanden waren. De Zuid-Australische regering trachtte dit probleem te verhelpen door reeds in 1915 parlementaire besluiten te stemmen om terugkerende militairen te repatriëren en te steunen, daarbij tegemoetkomend aan de politieke en economische noodzaak om een productieve landbouw te ontwikkelen. Soldaten werden van de programma's op de hoogte gesteld door de media en door middel van informatie in de aanwervingspakketten of in de algemene informatie die werd verzonden naar de mannen in het buitenland.
Tijdens en na de Eerste Wereldoorlog leidden vestigingsprogramma's tot de ontwikkeling van boerderijen, gespecialiseerd in zuivel, druiven, groenten, graan en veeteelt, in de vallei van de Murrayrivier in de dorpjes Cobdogla, Waikerie, Berri, Cadell en nabij Renmark. In 1934 stemde de Zuid-Australische regering de Discharged Soldier Settlement Act. Het zette het beleid voort van regeringsbesluiten als de Crown Lands Act van 1929 en de Irrigation Act van 1930 ten voordele van soldaten die in de Grote Oorlog in de Britse, Australische of andere legers of marines van het Britse Imperium gevochten hadden of van weduwen met kinderen. Een opleidingsboerderij werd opgericht in Pompoota om teruggekeerde soldaten de vaardigheden aan te leren die ze nodig hadden om succesvolle boeren te worden. De opleidingsboerderij was een initiatief van Samuel McIntosh die twintig jaar eerder had gezien hoe van werkloze stadsbewoners zonder ervaring in de landbouw in het Village Settlements-programma verwacht werd bossen te rooien en boerderijen op te richten. 
Na de Tweede Wereldoorlog werden de vestigingsprogramma's uitgebreid naar de regio rond de Loxton Irrigation Area, het grootste van dergelijke programma's in Zuid-Australië, en een andere streek in de voorheen reeds ontwikkelde Chaffeyregio. De Returned and Services League (RSL) oefende druk uit op de staatsregering om meer grond rond Loxton vrij te maken voor terugkerende soldaten en deze werden van de programma's op de hoogte gebracht door de RSL door middel van flyers. Vestigingsprogramma's na de Tweede Wereldoorlog leidden tot de stichting van nieuwe dorpjes zoals Parndana op Kangaroo Island en Padthaway in het zuidoosten van de staat.
De programma's kenden tijdens en na de Eerste Wereldoorlog slechts beperkte successen. Die ervaringen hielpen de teruggekeerde soldaten na de Tweede Wereldoorlog, vooral in de Loxtonregio, betere resultaten te behalen omdat men de fouten van het verleden, met de hulp van het Department of Lands, kon vermijden en men beter samenwerkte. De irrigatieprogramma's van toen leidden tot bloeiende wijn- en boomgaarden die vandaag de dag belangrijk zijn voor de hele regio.  

### New South Wales

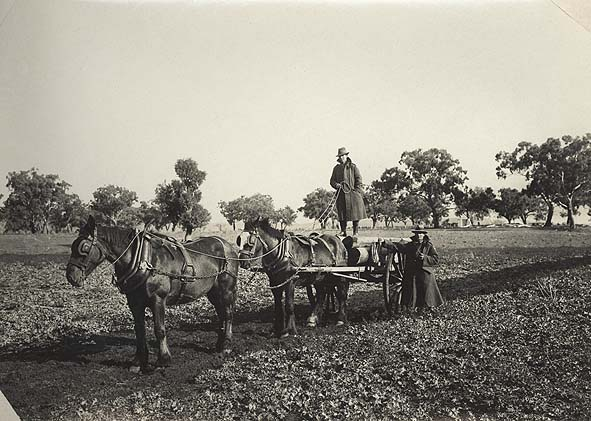
Oban

De regering van de staat New South Wales introduceerde de Returned Soldiers Settlement Act in 1916 in na de vergadering in Melbourne met alle staten en het gemenebest in het begin van dat jaar (zie boven). Soldaten die buiten Australië gediend hadden in de Australian Imperial Forces of in de British Defence Service en eervol ontslagen waren, konden aanspraak maken op kroonland. Dit was grondgebied door de regering van het gemenebest verkregen onder de Closer Settlement Acts, de Murrumbidgee Irrigation Act of dat algemeen beschikbaar was als onderdeel van de Crown Lands Consolidation Act. 
Ex-militairen dienden de juiste documenten in te vullen om grond aan te vragen. Als dat lukte kwamen ze in aanmerking komen voor aanvullende financiële steun met als doel het rooien, omheinen, afwateren, irrigeren en verbeteren van hun kavels, huizen recht te trekken en zaad, vee, werktuigen, planten en ander materiaal om de kavel te ontwikkelen en te bewonen aan te kopen. 
In 1917 werd een amendement op de Returned Soldiers Settlement Act gestemd waardoor de definitie van de teruggekeerde soldaat werd verbreed. Ook soldaten die in Australië hadden gediend of die geen Australiër waren kwamen nu in aanmerking en er werden mogelijkheden voorzien om de definitie nog verder te verbreden. 

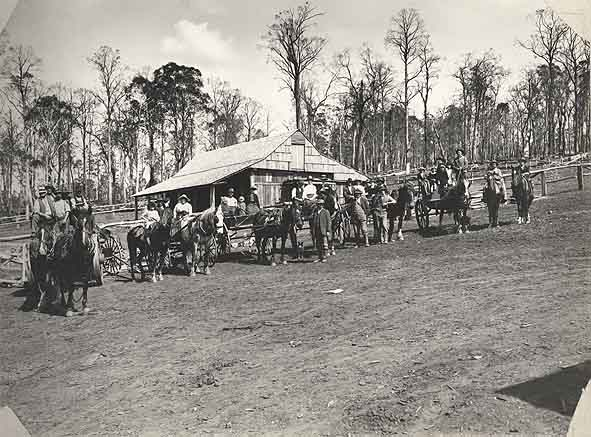
Batlow

Eind 1917 werden 12 projecten gestart. Onder andere net buiten de stad in Bankstown en Seven Hills maar ook in landelijke regio's zoals in Glen Innes, Hilston en Batlow. Pluimvee-, tuinbouw-, varkens- en fruitbedrijfjes werden gestart. 
Ook New South Wales zette na de Tweede Wereldoorlog de programma's verder, onder meer in Dareton. 

### Victoria
Het vestigingsprogramma werd uitgewerkt in de Discharged Soldiers' Settlement Act van 1917. Tussen 1918 en 1934 werden er aan de hand van dat programma aan 11639 terugkerende soldaten kavels toegewezen. De meesten vestigden zich in de Mallee, South Gippsland, het Western District en de irrigatiestreek in het noordwesten, Central Gippsland nabij Maffra en Sale en in de Goulburn vallei.
In de jaren 1920 hadden de terugkerende soldaten het moeilijk op hun kavels en tegen 1934 waren nog slechts 61% van de kavels bezet. Tegen 1939 was reeds 60% van de kavels verlaten. Het programma werd bekritiseerd door de Victorian Royal Commission van 1925 en door een onderzoek van het gemenebest. De Koninklijke Commissie stelde vier belangrijke redenen voor het falen van soldaat/boeren vast :
- een tekort aan ervaring
- een tekort aan kapitaal
- de grootte van de kavels
- de prijzen verkregen voor de productie

Het programma was wel succesvol in Red Cliffs. Numurkah werd het hoofdkwartier van de Murray Valley Soldier Settlement Area, een van de grootste gebieden waar soldaten werden gevestigd in Australië. 
Na de Tweede Wereldoorlog werden de programma's herzien op basis van de fouten van de vorige golf. De kavels werden groter, zorgvuldiger geselecteerd en  voorzien van huizen, omheiningen en wegen. De Heytesbury Settlement Scheme was een van de laatste grote vestigingsprogramma's in Victoria.

### West-Australië
Het War Service Land Settlement Scheme vestigde honderden soldaten in de graangordel en het zuidwesten van de staat. In het begin werden hele of half afgewerkte boerderijen opgekocht, verbeterd en opgedeeld waarna ze werden verkocht aan teruggekeerde soldaten. Soldaten konden ook leningen krijgen. 
In 1949 steeg de prijs voor grond sterk en begon men ook kroonland aan te spreken in het zuiden van de staat. In 1957 deed een koninklijke commissie onderzoek naar de programma's. Tegen 1958 was de vraag naar grond door ex-soldaten gedaald maar het programma was zo succesvol dat men het openstelde voor alle burgers. Dit duurde tot 1969 wanneer een graanoverschot de overheid ertoe aanzette quota op te leggen. 